# K. Schriffert József
K. Schriffert József (Gyula, 1861. október 15. – Gyula, 1935. május 17.) gazdálkodó, földbirtokos, országgyűlési képviselő.

## Életrajza

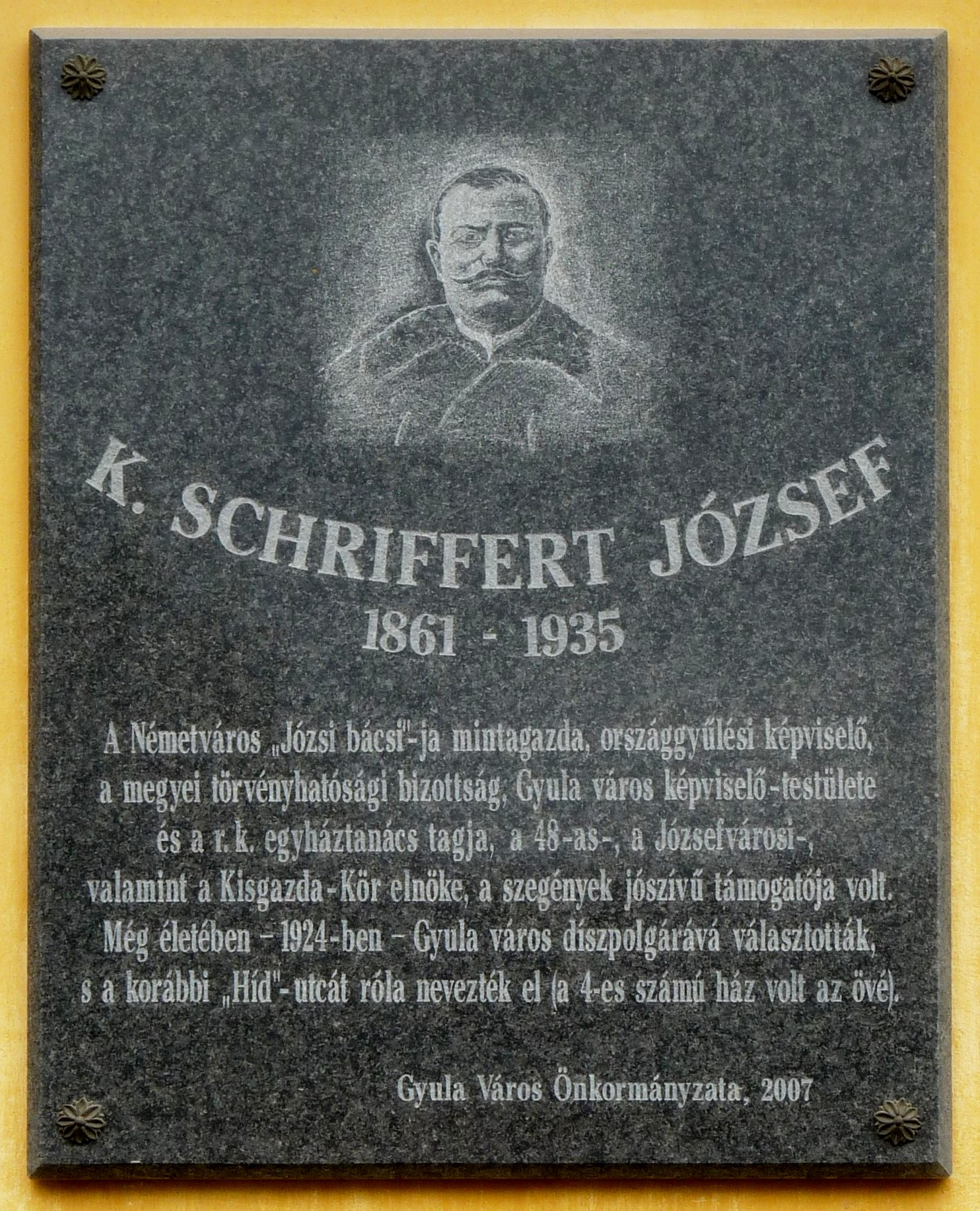
Emléktáblája a K. Schriffert József utca 1. számú épületen

Iskoláit Gyulán végezte. Nevelőapja Kneifel János volt, akitől földbirtokot örökölt, melyen később mintagazdaságot hozott létre és azon munkálkodott. Hüvelyeseket termesztett, lovakat tenyésztett és több díjat is elnyert, nagy hozzáértéssel támogatta a mezőgazdatársadalmat. 1905-től két cikluson keresztül képviselte Gyula városát az országgyűlésben. Közéleti szerepvállalása részeként a 48-as körnek és a Józsefvárosi Olvasókörnek két évtizeden keresztül volt az elnöke. Ő hozta létre és vezette is a Kisgazdakört, az Első Gyulavárosi Takarékpénztár igazgatósági tagja, valamint a törvényhatósági bizottság, az egyháztanács és a városi képviselő-testület tagja volt. 1924-ben a Gyula Város Díszpolgára címmel tüntették ki.

## Emlékezete
Szülőhelyén, Gyulán utca viseli a nevét a Németváros városrészben (korábban Híd utca), amely a Dürer Albert és a Bartók Béla utcákat köti össze.